# Дили, Джордж
Джордж Баннерман Дили (англ. George Bannerman Dealey; 18 сентября 1859, Манчестер, Англия — 26 февраля 1946, Даллас, Техас, США) — бизнесмен из Далласа, штат Техас. Дили был издателем ежедневной газеты The Dallas Morning News и владельцем A. H. Belo Corporation. В Далласе в его честь была названа площадь Dealey Plaza (ныне городской парк), мгновенно ставшая всемирно известной, после того как в 1963 году на ней был убит американский президент Джон Ф. Кеннеди.

## Ранняя жизнь
Дили родился 18 сентября 1859 года в доме своих родителей, Джорджа Дили (1829–1894) и Мэри Энн Неллинз (1829–1913), на Квин-стрит в манчестерском районе Рашолм (Англия). Он был пятым из 10 детей.
В середине 1860-х семья переехала в Ливерпуль, где он начал свое обучение и работал подмастерьем у бакалейщика. В 1870 году его семья иммигрировала в США, поселившись в Галвестоне (штат Техас), где Джордж-младший продолжил учёбу в школе и подрабатывал случайными заработками.

## Газетная карьера
12 октября 1874 года Дили устроился на работу к старшему брату за 3 доллара в неделю в качестве посыльного в The Galveston News, владельцем которой был Альфред Г. Бело. Дили посещал вечерние занятия в Бизнес-колледже Айленд-Сити и стабильно продвигался в газете. В качестве разъездного корреспондента он отправлял в Галвестон как новости, так и деловые отчёты.
В 1884 году Дили определил, что Даллас будет лучшим рынком сбыта для новой газеты компании Belo и уже в следующем 1885 году дебютировали The Dallas Morning News. Он стал менеджером газеты в 1895 году, членом правления в 1902 году, вице-президентом и генеральным директором корпорации в 1906 году и президентом в 1919 году.
Дили отказывался от рекламы, которую считал нечестной или аморальной, включая рекламу крепких напитков. Также он отказывался от рекламы нефтедобывающих предприятий, поскольку не был уверен какие из них являются надежными. Также его газета выступили против Ку-клукс-клана в 1920-х годах.
Дили также владел G. B. Dealey Land Co. и West Commerce Realty Co. В 1922 году он основал радиостанцию WFAA, которая принадлежала одной из первых газет.
В 1926 году Дили купил The Dallas Morning News, The Journal (вечерний выпуск), Semi-Weekly Farm News и Texas Almanac у наследников А. Г. Бело вместе с большей частью акций компании.

## Гражданская деятельность
При Дили The Dallas Morning News участвовали в жизни общества. Кампания 1899 года привела к основанию Cleaner Dallas League, которая в 1902 году стала Dallas Civic Improvement League. Дили сыграл важную роль в принятии в 1910 году плана Кесслера по улучшению Далласа и обеспечению его роста.
Дили помог основать Южный методистский университет и сыграл важную роль в создании отделения Федеральной резервной системы в Далласе.
Дили работал в совете управляющих Американского института городского планирования (1920–1921), был вице-президентом Национальной муниципальной лиги (1923–24), членом консультативного совета Американской ассоциации планирования и гражданского общества и в национальном комитете Комиссии по межрасовому сотрудничеству. Он был директором Детской больницы Техаса и президентом далласского социального агентства Семейное бюро с момента его основания в 1908 году. Он также был президентом Философского общества Техаса, членом Техасской ассоциации прессы, почётным пожизненный членом Исторической ассоциации штата Техас, основателем (1922) и пожизненным президентом (с 1933) Исторического общества Далласа, а также вторым вице-президентом Ассошиэйтед Пресс (1923—1924).
У Дили были почётные роли в обществе профессиональных журналистов Sigma Delta Chi (1940—1941) и Phi Beta Kappa (1943). Он получил почётные докторские степени Южного методистского университета (1921), Остин-колледжа (1924) и Университета Миссури (1925), последний из которых пригласил его принять подарок своей школе журналистики от Союза прессы Британской империи.
Площадь Dealey Plaza в центре Далласа была названа в его честь после начала строительства к столетию Техаса. Сначала он думал отказаться от этой чести, но сын уговорил его принять. Статуя Дили была установлена на площади Дили в 1949 году.

## Личная жизнь
Джордж Дили женился на Оливии Аллен в её доме в Лексингтоне (штат Миссури) 9 апреля 1884 года. Она родилась в Лексингтоне 14 ноября 1863 года и умерла в своём доме в Далласе 28 января 1960 года. Оливия сменила своего мужа на посту председателя совет директоров A. H. Belo Corporation и служила в этом качестве до своей смерти. 
У них было три дочери и два сына (Уолтер Аллен Дили и Эдвард (Тед) Масгроув Дили). Тед Дили сменил своего отца на посту издателя Morning News.
Младший брат Джорджа, Джеймс К. Дили (1861–1937), был профессором политологии в Брауновском университете, а затем редактором Morning News. Племянник Сэмюэл Дэвид Дили (1906–1944) был офицером подводной лодки и погиб во время Второй мировой войны, заслужив Медаль Почёта, в его честь был назван военный корабль USS Dealey (DE-1006). Внук Дили, доктор Уолтер Аллен (Эл) Дили-младший, стал священником и учился у Нормана Винсента Пила. Правнук Дили, Джеймс М. Морони III, был издателем Morning News с 2001 по 2018 год и является нынешним исполнительным директором корпорации A. H. Belo.
Дили был масоном шотландского обряда тридцать третьей степени, рыцарем-тамплиером, шрайнером и членом Константиновского Красного Креста. Он был пресвитерианцем и демократом. The New York Times назвала его «деканом [старейшиной] американских газетных издателей».
Дили всё ещё работал издателем, когда умер от массивной коронарной окклюзии в своём доме в Далласе 26 февраля 1946 года в возрасте 86 лет. Он был похоронен на кладбище Гроув-Хилл в Далласе.

## Память
- В его честь названа площадь Dealey Plaza, которая мгновенно приобрела мировую известность, когда в 1963 году стала местом убийства Джона Кеннеди.
- New York Times некрологе назвала его «деканом [старейшиной] американских газетных издателей»[5].
- Независимый школьный округ Далласа (DISD) управляет Монтессори-школой Джорджа Баннермана Дили, названной в его честь и расположенной в районе Престон-Роял на севере Далласа.
- В 2021 году Центр новых медиа Бело в кампусе UT в Остине был переименован в Центр новых медиа Дж. Б. Дили как «легенды журналистики и СМИ»[7].